# Aliança Democràtica Patriòtica del Kurdistan
|  | No s'ha de confondre amb Aliança Patriòtica Democràtica Kurda. |

L'Aliança Democràtica Patriòtica del Kurdistan (DPAK) o abreujadament Aliança del Kurdistan (KA) fou el nom escollit per la coalició del Partit Democràtic del Kurdistan de Masud Barzani i la Unió Patriòtica del Kurdistan de Jalal Talabani formada el desembre de 2004 per anar a les eleccions regionals del Kurdistan i legislatives de l'Iraq el gener del 2005. En formaren part a més a més alguns partits menors, entre d'altres la Unió Islàmica del Kurdistan, el Partit Comunista del Kurdistan, el Partit dels Obrers del Kurdistan, el Partit Socialista Democràtic del Kurdistan, i el Partit Nacional Democràtic del Kurdistan
Va obtenir el 90% del vot a les eleccions regionals i el 26% a les parlamentàries a l'Iraq (75 escons de 275), cosa que li va permetre elegir el seu cap Jalal Talabani com a president de l'Iraq mentre Masud Barzani, l'altra líder, obtenia la presidència regional única del Kurdistan. A les segones eleccions mesos després (desembre) sota la nova constitució, va baixar a 53 escons, quan va pujar la participació i algun grup kurd va sortir de la coalició.
La coalició es va reorganitzar per les eleccions del 2009 i 2010, doncs el Partit Democràtic del Kurdistan i la Unió Patriòtica del Kurdistan van formar l'Aliança del Kurdistan a les regionals i Llista del Kurdistan en les parlamentàries de l'Iraq, mentre el Partit dels Obrers del Kurdistan, el Partit Comunista del Kurdistan, el Partit del Treball del Kurdistan Independent, el Partit Pro-democràtic del Kurdistan i el Moviment Democràtic del Poble del Kurdistan van formar la Llista de la Justícia Social i la Llibertat.